# Ubåtskollisionen 4 februari 2009
Natten mellan den 3 och 4 februari 2009 kolliderade en brittisk och en fransk ubåt i undervattensläge under uppdrag i Atlanten. Båda länders officiella kommentarer hävdade att de deras respektive ubåt kunde ta sig i hamn för egen maskin.